# Neon Sign Amber
Neon Sign Amber (ネオンサイン・アンバー?) è un manga yaoi scritto e disegnato da Tanaka Ogeretsu, serializzato dal 12 agosto al 14 dicembre 2015 sulla rivista Dear+ e successivamente raccolto in un volume tankōbon dall'editore Shinshokan. L'etichetta J-Pop di Edizioni BD ha tradotto e distribuito un'edizione in italiano del fumetto nel maggio 2019.

## Trama
L'opera tratta della nascita del rapporto tra Yusuke Ogata, un usciere assai inespressivo di un night club (e per questo motivo viene considerato da tutti come una persona priva di emozioni), e Masaki Saya, persona assai goffa, allegra e appariscente.
Saya tende a cambiare donna in continuazione e per questo motivo Ogata lo considera assai frivolo ma, dopo averlo conosciuto meglio, scoprirà, pian piano, che, in realtà, è tutt'altro che un ragazzo frivolo, e anzi è estremamente gentile. A causa di ciò Ogata si ritroverà a provare una certa attrazione nei suoi confronti e questo nuovo sentimento non sarà, per lui, semplice da gestire.

## Pubblicazione
| Nº | Data di prima pubblicazione | Data di prima pubblicazione | Data di prima pubblicazione | Data di prima pubblicazione |
| Nº | Giapponese                  | Giapponese                  | Italiano                    | Italiano                    |
| -- | --------------------------- | --------------------------- | --------------------------- | --------------------------- |
| 1  | 29 dicembre 2016            | ISBN 978-4-403-66549-3      | 15 maggio 2019              | ISBN 978-88-3275-819-1      |